# 1930 FIFAワールドカップ
1930 FIFAワールドカップ（英: 1930 FIFA World Cup）は、1930年7月13日から7月30日にかけて、ウルグアイで開催された1回目のFIFAワールドカップである。

## 開催国選定の経緯
ウルグアイは、開催国として近代的なスタジアム建設（建国100周年の記念として建設された）と参加国の全招待などを約束し、1924年、1928年と2度に渡るオリンピックチャンピオンとなり実力共に充分な条件を持って選出された。

## 出場国

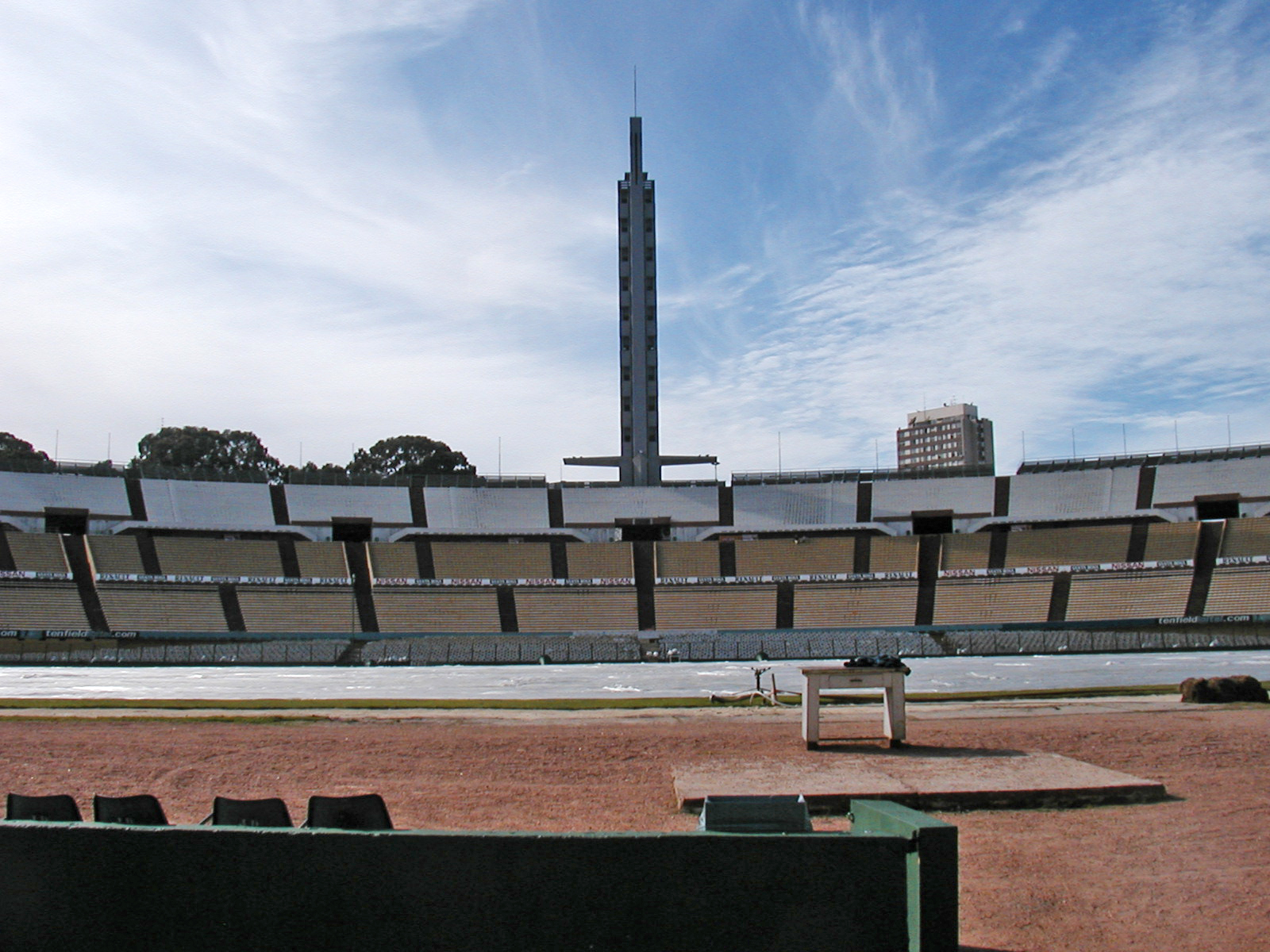
決勝地のエスタディオ・センテナリオ

第1回FIFAワールドカップは、以後の大会と異なり、出場権を賭けての地区予選は行われず、全てのチームは招待されて参加した。船での長旅のため、ほとんどのヨーロッパのチームが出場を辞退し、開催2ヶ月前の時点でユーラシア大陸からの参加チームは1つもなかった。当時のFIFAの会長、ジュール・リメが参加を呼びかけた結果、ベルギー、フランス、ルーマニア、ユーゴスラビアの4カ国（すべて当時のフランスの同盟国）が参加に踏み切った。
また日本も招待されていたが、大日本蹴球協会は参加を見送った。その理由は、当時の日本国内が1927年の昭和金融恐慌以来慢性的な不況であり、同年の昭和恐慌発生でさらに経済状態が悪化していたため、そして、大日本蹴球協会自身も財政難であったためである。
出場選手は1930 FIFAワールドカップ参加チームを参照。
| 大陸連盟 | 出場 国数 | 出場国・地域   | 備考                 |
| -------- | --------- | -------------- | -------------------- |
| CONMEBOL | 7         | ウルグアイ     | 開催国               |
| CONMEBOL | 7         | ブラジル       |                      |
| CONMEBOL | 7         | アルゼンチン   |                      |
| CONMEBOL | 7         | チリ           |                      |
| CONMEBOL | 7         | パラグアイ     |                      |
| CONMEBOL | 7         | ペルー         |                      |
| CONMEBOL | 7         | ボリビア       |                      |
| UEFA     | 4         | フランス       |                      |
| UEFA     | 4         | ユーゴスラビア |                      |
| UEFA     | 4         | ベルギー       |                      |
| UEFA     | 4         | ルーマニア     |                      |
| CONCACAF | 2         | メキシコ       |                      |
| CONCACAF | 2         | アメリカ合衆国 |                      |
| AFC      | 2         | 日本           | 出場撤退             |
| AFC      | 2         | シャム         | 出場撤退             |
| CAF      | 1         | エジプト       | 嵐で船に乗れなかった |

## 本大会

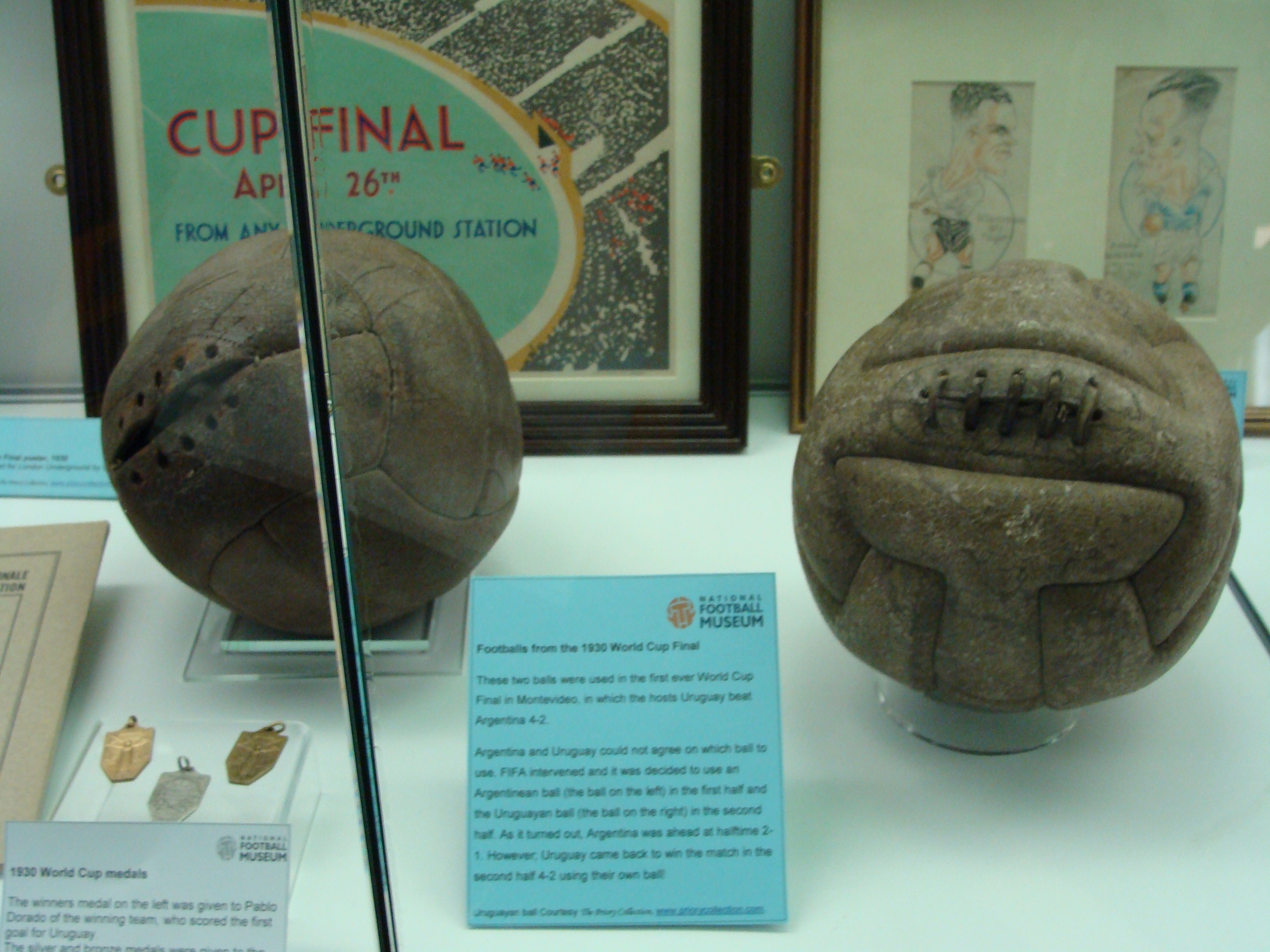
決勝で使用されたボール

### 概要
13チームは4つのグループに分けられ、1930年7月13日のフランス対メキシコ戦で幕を開けた。フランス代表のリュシアン・ローランが最初の得点を挙げた。アメリカ代表のバート・パテナウデがアメリカ対パラグアイ戦で初のハットトリックを記録し、チームも3対0で勝利した。グループを1位で通過したアルゼンチン、ユーゴスラビア、ウルグアイ、アメリカの4カ国が準決勝に進出した。
準決勝は、両試合とも6対1で決着がつき、アルゼンチン（対アメリカ）とウルグアイ（対ユーゴスラビア）が勝ち進んだ。準決勝で敗れた国同士による3位決定戦はこの大会では行われなかった。
7月30日にモンテビデオのエスタディオ・センテナリオで決勝戦が行われた。ウルグアイは4対2でアルゼンチンを下し、会長のジュール・リメから優勝杯を受け取った。後にリメの功績をたたえて優勝杯は、ジュール・リメ杯と呼ばれるようになる。
また全18試合で引き分けが一つもなかった。これは2022年カタール大会に到るまで唯一の記録であり、FIFA主催の国際大会における引き分け無し試合の記録において、AFCアジアカップ2015（26試合）で破られるまで85年もの間世界記録だった（ちなみに、2014年ブラジル大会では12試合引き分け無し〈13試合目のイラン対ナイジェリアで0-0の引き分け〉というこの大会に次ぐ記録が生まれている。）
この大会で採用された、1次リーグ+決勝トーナメントのシステムは、1934・1938・1950年大会では採用されなかったが、1954年大会から再び採用された。以後、1974・1978・1982年大会を除いて、今日までそのシステムは続いている。

### 会場一覧
決勝の舞台となったエスタディオ・センテナリオはウルグアイ憲法発布100周年事業として建設。
センテナリオとはスペイン語で「100周年」を意味する単語である。
| モンテビデオ                     | モンテビデオ                                                                   | モンテビデオ                                                                   |
| -------------------------------- | ------------------------------------------------------------------------------ | ------------------------------------------------------------------------------ |
| エスタディオ・センテナリオ       | エスタディオ・パルケ・セントラル                                               | エスタディオ・ポシトス                                                         |
| 収容人数: 90,000人               | 収容人数: 20,000人                                                             | 収容人数: 10,000人                                                             |
|                                  |                                                                                |                                                                                |
| ウルグアイの開催都市モンテビデオ | モンテビデオのスタジアム位置図センテナリオエスタディオ・ポシトスグラン・パルケ | モンテビデオのスタジアム位置図センテナリオエスタディオ・ポシトスグラン・パルケ |

## 結果

### グループリーグ
※試合開始日時はすべて現地時間（UTC-3:30）。

#### グループ 1
| 順 | チーム       | 試 | 勝 | 分 | 敗 | 得 | 失 | 差 | 点 |
| -- | ------------ | -- | -- | -- | -- | -- | -- | -- | -- |
| 1  | アルゼンチン | 3  | 3  | 0  | 0  | 10 | 4  | +6 | 6  |
| 2  | チリ         | 3  | 2  | 0  | 1  | 5  | 3  | +2 | 4  |
| 3  | フランス     | 3  | 1  | 0  | 2  | 4  | 3  | +1 | 2  |
| 4  | メキシコ     | 3  | 0  | 0  | 3  | 4  | 13 | −9 | 0  |

| 1930年7月13日 15:00 |

| フランス                                              | 4 - 1    | メキシコ    |
| ローラン 19分 · ランジェール 40分 · マシノ 43分, 87分 | レポート | カレノ 70分 |

| エスタディオ・ポシトス（モンテビデオ） 観客数: 4,444人 主審: Lombardi |

| 1930年7月15日 16:00 |

| フランス | 0 - 1    | アルゼンチン  |
|          | レポート | モンティ 81分 |

| エスタディオ・パルケ・セントラル（モンテビデオ） 観客数: 23,409人 主審: Rege |

| 1930年7月16日 14:45 |

| メキシコ | 0 - 3    | チリ                               |
|          | レポート | スビアブレ 3分, 52分 · ビダル 65分 |

| エスタディオ・パルケ・セントラル（モンテビデオ） 観客数: 9,249人 主審: Christophe |

| 1930年7月19日 12:50 |

| チリ            | 1 - 0    | フランス |
| スビアブレ 65分 | レポート |          |

| エスタディオ・センテナリオ（モンテビデオ） 観客数: 2,000人 主審: Tejada |

| 1930年7月19日 15:00 |

| メキシコ                                 | 3 - 6    | アルゼンチン                                                       |
| M.ロサス 42分 (PK), 65分 · ガイオン 75分 | レポート | スタービレ 8分, 17分, 80分 · スメルス 12分, 55分 · バラージョ 53分 |

| エスタディオ・センテナリオ（モンテビデオ） 観客数: 42,100人 主審: Saucedo |

| 1930年7月22日 14:45 |

| アルゼンチン                              | 3 - 1    | チリ            |
| スタービレ 12分, 13分 · M.エバリスト 51分 | レポート | スビアブレ 15分 |

| エスタディオ・センテナリオ（モンテビデオ） 観客数: 41,459人 主審: Langenus |

#### グループ 2
| 順 | チーム         | 試 | 勝 | 分 | 敗 | 得 | 失 | 差 | 点 |
| -- | -------------- | -- | -- | -- | -- | -- | -- | -- | -- |
| 1  | ユーゴスラビア | 2  | 2  | 0  | 0  | 6  | 1  | +5 | 4  |
| 2  | ブラジル       | 2  | 1  | 0  | 1  | 5  | 2  | +3 | 2  |
| 3  | ボリビア       | 2  | 0  | 0  | 2  | 0  | 8  | −8 | 0  |

| 1930年7月14日 12:45 |

| ユーゴスラビア                  | 2 - 1    | ブラジル          |
| ティルナニッチ 21分 · ベク 30分 | レポート | プレギーニョ 62分 |

| エスタディオ・パルケ・セントラル（モンテビデオ） 観客数: 24,059人 主審: Tejada |

| 1930年7月17日 12:45 |

| ユーゴスラビア                                                    | 4 - 0    | ボリビア |
| ベク 60分, 67分 · マリャノヴィッチ 65分 · ヴヤディノヴィッチ 85分 | レポート |          |

| エスタディオ・パルケ・セントラル（モンテビデオ） 観客数: 18,306人 主審: Mateucci |

| 1930年7月20日 13:00 |

| ブラジル                                        | 4 - 0    | ボリビア |
| モデラート 37分, 73分 · プレギーニョ 57分, 83分 | レポート |          |

| エスタディオ・センテナリオ（モンテビデオ） 観客数: 25,466人 主審: Balway |

#### グループ 3
| 順 | チーム     | 試 | 勝 | 分 | 敗 | 得 | 失 | 差 | 点 |
| -- | ---------- | -- | -- | -- | -- | -- | -- | -- | -- |
| 1  | ウルグアイ | 2  | 2  | 0  | 0  | 5  | 0  | +5 | 4  |
| 2  | ルーマニア | 2  | 1  | 0  | 1  | 3  | 5  | −2 | 2  |
| 3  | ペルー     | 2  | 0  | 0  | 2  | 1  | 4  | −3 | 0  |

| 1930年7月14日 14:50 |

| ルーマニア                               | 3 - 1    | ペルー                  |
| デス 1分 · バルブ 85分 · スタンシウ 85分 | レポート | ソウサ・フェレイラ 75分 |

| エスタディオ・ポシトス（モンテビデオ） 観客数: 2,549人 主審: Warnken |

| 1930年7月18日 14:30 |

| ウルグアイ    | 1 - 0    | ペルー |
| カストロ 65分 | レポート |        |

| エスタディオ・センテナリオ（モンテビデオ） 観客数: 57,735人 主審: Langenus |

| 1930年7月21日 14:50 |

| ウルグアイ                                                 | 4 - 0    | ルーマニア |
| ドラド 7分 · スカローネ 26分 · アンセルモ 31分 · セア 35分 | レポート |            |

| エスタディオ・センテナリオ（モンテビデオ） 観客数: 70,022人 主審: Rege |

#### グループ 4
| 順 | チーム         | 試 | 勝 | 分 | 敗 | 得 | 失 | 差 | 点 |
| -- | -------------- | -- | -- | -- | -- | -- | -- | -- | -- |
| 1  | アメリカ合衆国 | 2  | 2  | 0  | 0  | 6  | 0  | +6 | 4  |
| 2  | パラグアイ     | 2  | 1  | 0  | 1  | 1  | 3  | −2 | 2  |
| 3  | ベルギー       | 2  | 0  | 0  | 2  | 0  | 4  | −4 | 0  |

| 1930年7月13日 15:00 |

| アメリカ合衆国                                  | 3 - 0    | ベルギー |
| マギー 23分 · フローリー 45分 · パテナウデ 69分 | レポート |          |

| エスタディオ・パルケ・セントラル（モンテビデオ） 観客数: 18,346人 主審: Macias |

| 1930年7月17日 14:45 |

| アメリカ合衆国              | 3 - 0    | パラグアイ |
| パテナウデ 10分, 15分, 50分 | レポート |            |

| エスタディオ・パルケ・セントラル（モンテビデオ） 観客数: 18,306人 主審: Macias |

| 1930年7月20日 15:00 |

| パラグアイ            | 1 - 0    | ベルギー |
| バーガス・ペニャ 40分 | レポート |          |

| エスタディオ・センテナリオ（モンテビデオ） 観客数: 12,000人 主審: Vallarino |

### 決勝トーナメント
|  | 準決勝                 | 準決勝       |                        |  | 決勝 | 決勝 |
|  |                        |              |                        |  |      |      |
|  | 7月27日 - モンテビデオ |              |                        |  |      |      |
|  | ウルグアイ             | 6            |                        |  |      |      |
|  | ユーゴスラビア         | 1            |                        |  |      |      |
|  |                        |              | 7月30日 - モンテビデオ |  |      |      |
|  | ウルグアイ             | 4            |                        |  |      |      |
|  |                        | アルゼンチン | 2                      |  |      |      |
|  | 7月26日 - モンテビデオ |              |                        |  |      |      |
|  | アルゼンチン           | 6            |                        |  |      |      |
|  | アメリカ合衆国         | 1            |                        |  |      |      |

※試合開始日時はすべて現地時間（UTC-3:30）。

#### 準決勝
| 1930年7月26日 14:45 |

| アルゼンチン                                                                  | 6 - 1    | アメリカ合衆国 |
| モンティ 20分 · スコペジ 56分 · スタービレ 69分, 87分 · ペウチェレ 80分, 85分 | レポート | ブラウン 89分  |

| エスタディオ・センテナリオ（モンテビデオ） 観客数: 72,886人 主審: Langenus |

| 1930年7月27日 14:45 |

| ウルグアイ                                                      | 6 - 1    | ユーゴスラビア |
| セア 18分, 67分, 72分 · アンセルモ 20分, 31分 · イリアルテ 83分 | レポート | セクリッチ 4分 |

| エスタディオ・センテナリオ（モンテビデオ） 観客数: 79,867人 主審: Rege |

#### 決勝
| 1930年7月30日 15:30 |

| ウルグアイ                                                | 4 - 2    | アルゼンチン                      |
| ドラド 12分 · セア 57分 · イリアルテ 68分 · カストロ 89分 | レポート | ペウチェレ 20分 · スタービレ 37分 |

| エスタディオ・センテナリオ（モンテビデオ） 観客数: 68,346人 主審: Langenus |

| ウルグアイ | アルゼンチン |

| GK                   |  | エンリケ・バレステロス     |
| RB                   |  | ホセ・ナサシ               |
| LB                   |  | エルンスト・マスチェローニ |
| RH                   |  | ホセ・アンドラーデ         |
| CH                   |  | ロレンソ・フェルナンデス   |
| LH                   |  | アルバロ・ヘスティード     |
| OR                   |  | パブロ・ドラド             |
| IR                   |  | エクトル・スカローネ       |
| CF                   |  | エクトル・カストロ         |
| IL                   |  | ペドロ・セア               |
| OL                   |  | サントス・イリアルテ       |
| 監督:                |  |                            |
| アルベルト・スピーシ |  |                            |

| GK                                              |  | フアン・ボタッソ             |
| RB                                              |  | ホセ・デラ・トーレ           |
| LB                                              |  | フェルナンド・パテルノステル |
| RH                                              |  | フアン・エバリスト           |
| CH                                              |  | ルイス・モンティ             |
| LH                                              |  | アリコ・スアレス             |
| OR                                              |  | カルロス・ペウチェレ         |
| IR                                              |  | フランシスコ・バラージョ     |
| CF                                              |  | ギジェルモ・スタービレ       |
| IL                                              |  | マヌエル・フェレイラ         |
| OL                                              |  | マリオ・エバリスト           |
| 監督:                                           |  |                              |
| フランシスコ・オラサル フアン・ホセ・トラムトラ |  |                              |

## 優勝国
| 1930 FIFAワールドカップ優勝国 |
| ----------------------------- |
| · ウルグアイ · 初優勝         |

## 得点ランキング
| 順位 | 選手名                   | 国籍           | 得点数 |
| ---- | ------------------------ | -------------- | ------ |
| 1    | ギジェルモ・スタービレ   | アルゼンチン   | 8      |
| 2    | ペドロ・セア             | ウルグアイ     | 5      |
| 3    | ギジェルモ・スビアブレ   | チリ           | 4      |
| 3    | バート・パテナウデ       | アメリカ合衆国 | 4      |
| 5    | カルロス・ペウチェレ     | アルゼンチン   | 3      |
| 5    | プレギーニョ             | ブラジル       | 3      |
| 5    | ペレグリーノ・アンセルモ | ウルグアイ     | 3      |
| 5    | イヴァン・ベク           | ユーゴスラビア | 3      |